# 载流子
在物理学中，载流子（charge carrier）又稱電荷載子，簡稱載子（carrier），指可以自由移动的带有电荷的物质微粒，如电子和离子。在半导体物理学中，电子流失导致共价键上留下的空位（空穴）被视为载流子。
在电解质溶液中，载流子是已溶解的阳离子和阴离子。类似地，游离液体中的阳离子和阴离子在液体和熔融态固体电解质中也是载流子。霍尔－埃鲁法就是一个熔融电解的例子。
在等离子体，如电弧中，电离气体和汽化的电极材料中的电子和阳离子是载流子。电极汽化在真空中也可以发生，但技术上电弧在真空中不能发生，而是发生在低压电气中；在真空中，如真空电弧或真空管中，自由电子是载流子；在金属中，金属晶格中形成费米气体的电子是载流子。

## 半导体中的多数载流子和少数载流子
在半导体中，电子和空穴作为载流子。数目较多的载流子称为多数载流子；在N型半导体中多数载流子是电子，而在P型半导体中多数载流子是空穴。数目较少的载流子称为少数载流子；在N型半导体中少数载流子是空穴，而在P型半导体中少数载流子是电子。
少数载流子在双极性晶体管和太阳能电池中起重要作用。不过，此种载流子在场效应管（FET）中的作用是有些复杂的：例如，MOSFET兼有P型和N型。晶体管涉及到源漏区，但这些少数载流子横穿多数载流子体。不过在传送区内，横穿的载流子比其相反类型载流子的数目多得多（实际上，相反类型的载流子会被外加电场移除而形成耗尽层），因此按惯例为源漏选定的载流子是可采用的，而FET被称为“多数载流子”设备。
当电子遇到空穴时，二者復合后自由载流子就很快消失了。释放的能量可以是热，会加热半导体（热復合，半导体中废热的一个来源），或者释放光子（光復合，用于LED和半导体激光中）。